# Преснац
 или   је врста јестиве гљиве из породице Russulaceae. Клобук је наранџастосмеђ, касније светлији, у средини тамнији и удубљен, у почетку има јако увијену ивицу, гладак, го, на ивиц подвијен, мастан, широк 5-12 цм. Листићи су бледожути, касније потамне, на притисак посмеђе, густи су, танки, спуштени низ стручак. Стручак је боје као и клобук, на додир посмеђи, ваљкаст, тврд, пун, чврст, висок 6-10 цм, пречника 1-2 цм. Месо је бело, касније посмеђи, дебело, тврдо, ломљиво, има пуно белог млечног сока које на светлости посмеђи, слаткастог је укуса. Споре су округле, отисак је беле боје.

## Станиште
Распрострањена је у Европи, Азији и Северној Америци. Расте појединачно или чешће у групама лети до касне јесени, станишта су листопадне, црногоричне и мешовите шуме.

## Етимологија
Име пресна млечница добила је јер се може јести сирова (пресна). На страним језицима називи су (енгл. weeping milk cap, voluminous-latex milky),,,, (словен. sočna mlečnica, brinjeva mlečnica, mlečna pečenica).

## Употреба
Јестива је гљиве, врло цењена, може се јести и сирова. Слабо подноси замрзавање и сушење.